# Aloísio Magalhães
Aloísio Sérgio Barbosa de Magalhães (Recife, 5 de novembro de 1927 — Pádua, 13 de junho de 1982) foi um designer gráfico brasileiro. É considerado pioneiro na introdução do design moderno no Brasil, tendo ajudado a fundar a primeira instituição superior de design no país, intitulada como Escola Superior de Desenho Industrial do Rio de Janeiro (ESDI). Após ter se especializado em design gráfico e comunicação visual nos Estados Unidos, lecionou na Academia de Belas-Artes da Pensilvânia, na Filadélfia.
Durante a década de 1960, foi responsável pela criação do logotipo referente ao IV Centenário do Rio de Janeiro, apresentou o primeiro símbolo da emissora de televisão Rede Globo e foi um dos representantes no país na 1.ª Bienal Internacional de Desenho Industrial do Museu de Arte Moderna do Rio de Janeiro.
Aloísio Magalhães também é lembrado por ter participado do concurso organizado pelo Banco Central do Brasil, em 1966, visando o desenvolvimento do layout gráfico referente a nova cédula – o cruzeiro novo – no qual foi vencedor. Mais tarde, Aloísio Magalhães aplicou o espelhamento das imagens nas notas, de forma que as mesmas fossem praticamente identicas independentemente de como estivessem viradas, sendo que tal modelo foi implementado na cédula de 1000 cruzeiros lançada em 1978 e conhecida como Barão por apresentar a efígie do Barão de Rio Branco no anverso da cédula, sendo implementado mais tarde o mesmo padrão de desenho com modificações nas cédulas de 100, 200, 500, 1000 e 5000 cruzeiros lançadas em 1981, sendo essas as últimas cédulas que Aloísio desenvolveria em vida.
O dia 5 de novembro, dia de nascimento de Aloísio, é comemorado como dia do designer gráfico no Brasil.

## Carreira

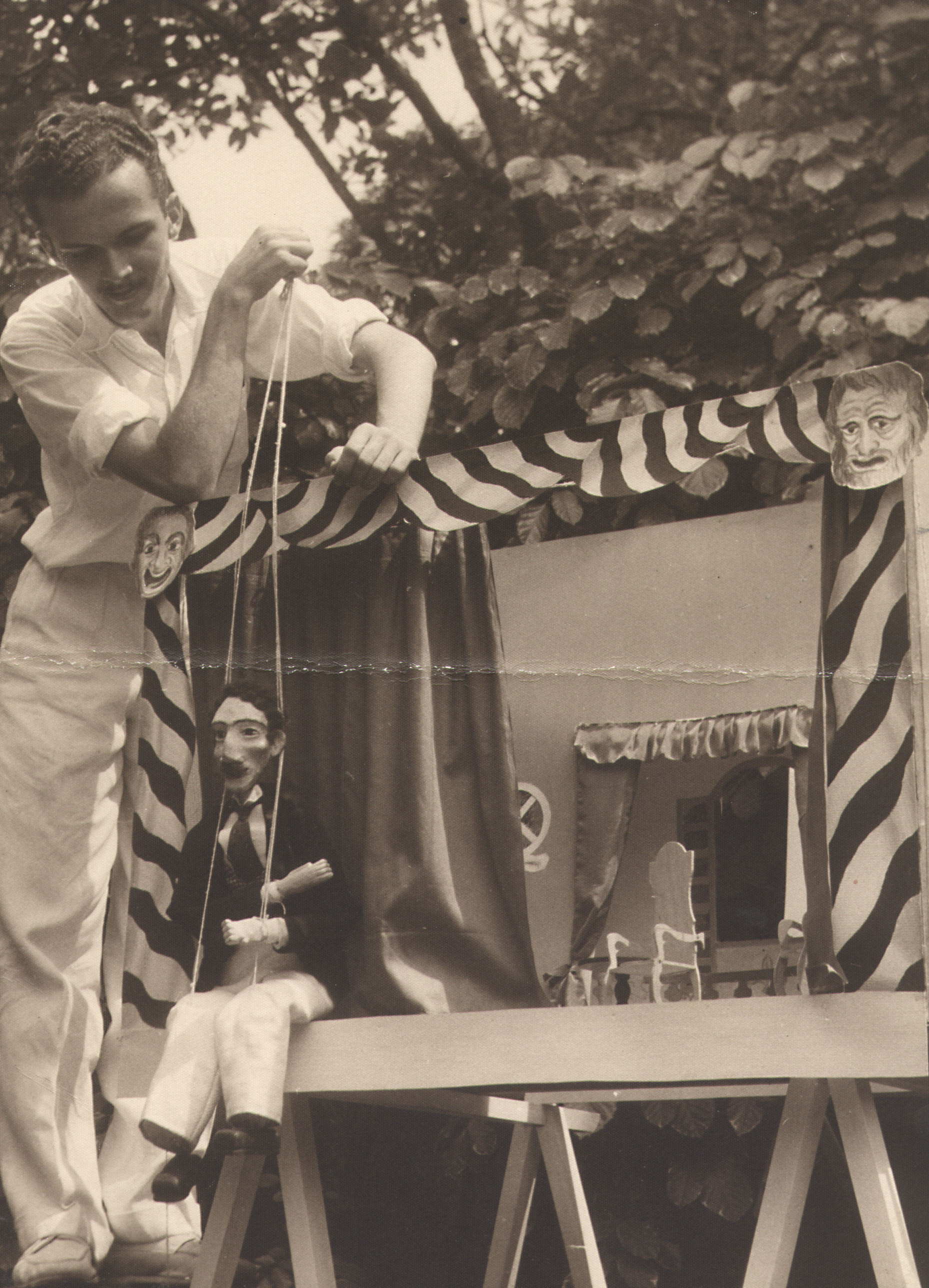
Aloísio Magalhães conduzindo boneco no Teatro de Estudante de Pernambuco no início dos anos 1950.

Nascido em Recife, formou-se em direito na Universidade Federal de Pernambuco (UFPE) em 1950, época em que trabalhava como cenógrafo e figurinista no Teatro do Estudante de Pernambuco, além de conduzir os bonecos no espetáculo. Com uma bolsa de estudos concedida pelo governo francês, cursou museologia em Paris, entre 1951 a 1953, mesmo local onde frequentou o Atelier 17, no qual foi aluno de Stanley William Hayter. No ano seguinte, retornou ao Brasil na cidade de Recife para fundar o Gráfico Amador, ao lado de Gastão de Holanda, Orlando da Costa Ferreira e José Laurenio de Mello.
Em 1956, foi para os Estados Unidos visando o estudo de design gráfico e comunicação visual, período em que publicou, ao lado de Eugene Feldman, os livros Doorway to Portuguese e Doorway to Brasília, além de ter lecionado na Academia de Belas-Artes da Pensilvânia. Quatro anos depois, retornou ao Brasil para criar um escritório especializado na área em que estudou, realizando projetos para empresas privadas e órgãos públicos. Em 1963, fez parte da criação da Escola Superior de Desenho Industrial (ESDI), no Rio de Janeiro, a primeira escola superior de design no Brasil; no qual deu aulas sobre o tema. No ano seguinte, foi responsável por desenvolver o logotipo do IV Centenário do Rio de Janeiro, trabalhou que repercutiu no cenário público, além de ter desenvolvido o símbolo da Fundação Bienal de São Paulo.
Em 1965, desenvolveu o primeiro símbolo do canal de televisão brasileiro Rede Globo, um cata-vento, para inspirar no número quatro, emissora no Rio de Janeiro. Três anos depois, foi convidado para ser um dos representantes do país na 1.ª Bienal Internacional de Desenho Industrial, no Museu de Arte Moderna do Rio de Janeiro. No início da década de 1970, representou o Brasil na 1.ª Bienal de Desenho, Gravura e Desenho Industrial em Cali, na Colômbia; período em que foi membro da Associação Brasileira de Desenho Industrial (ABDI).
Coordenou do projeto no Centro Nacional de Referência Cultural (CNRC), além de ter sido membro do Conselho de Cultura do Distrito Federal entre 1975 a 1980. Um ano antes, em 1979, Aloísio Magalhães foi nomeado diretor do Instituto do Patrimônio Histórico e Artístico Nacional (IPHAN) e secretário da cultura no Ministério da Educação e Cultura, dois anos depois. Durante o início da década de 1980, realizou a campanha de preservação do patrimônio brasileiro como presidente da Fundação Nacional Pró-Memória.

### Cédulas do Banco Central

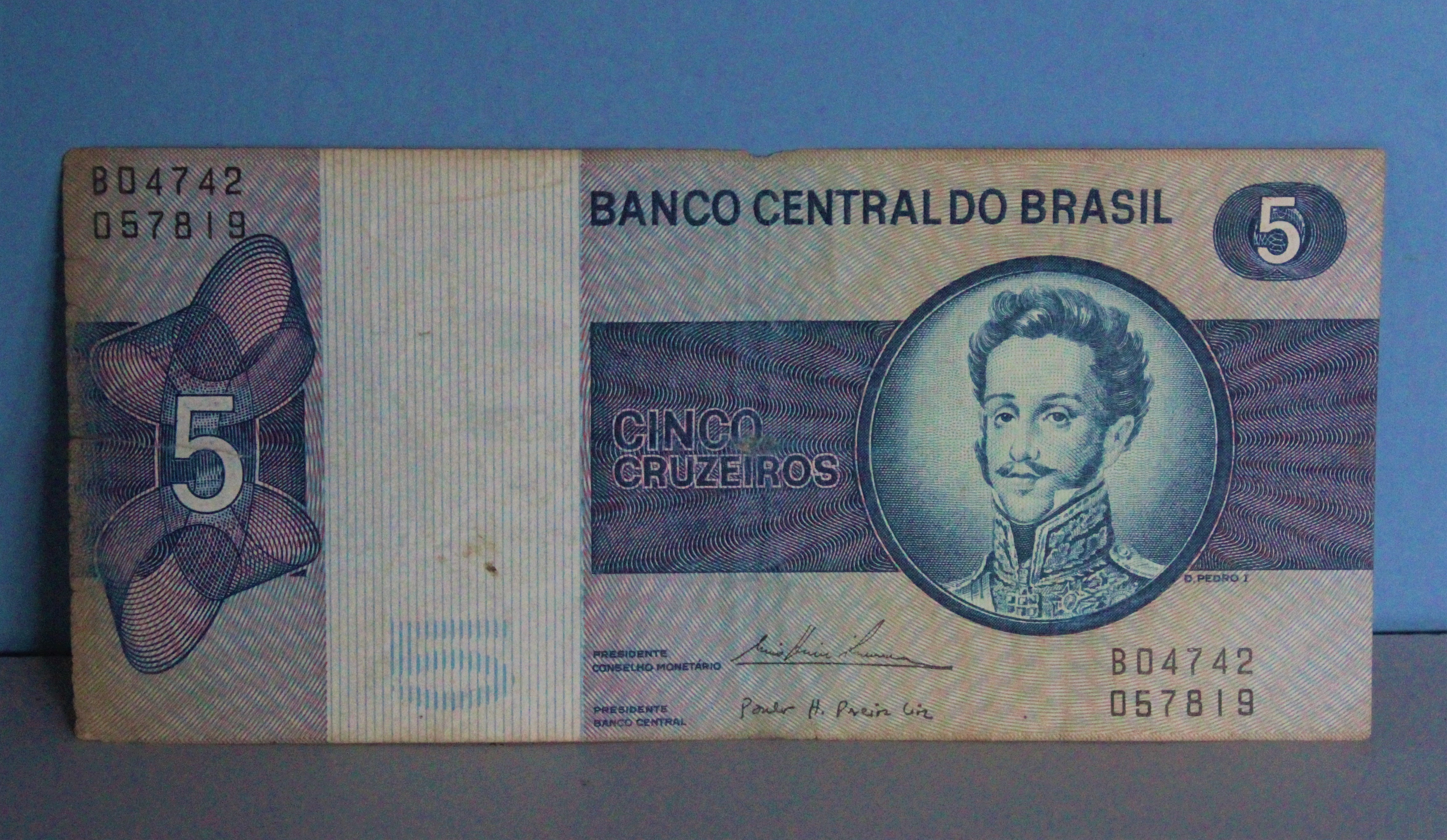
Cruzeiro novo, feita por Aloísio.

Em 1966, Aloísio Magalhães participou de um concurso organizado pelo Banco Central do Brasil para desenvolver o layout gráfico e o padrão monetário das novas cédulas brasileiras (cruzeiro novo a partir daquele ano), no qual foi vencedor. O padrão moiré foi uma obra muito elogiada como fonte de inovação, uma vez que o desalinhamento reticular costuma gerar um efeito de difícil reprodução. Posteriormente, ao redesenhar a moeda, ele novamente inovou. Segundo Aloísio, a grande dificuldade foi saber que a cédula monetária possui os lados acima e abaixo para que o valor pudesse ser reconhecido, ou seja, independente da posição, a nota teria a mesma visualização. Com base nessa aplicação, ele propôs espelhamento na notas; com exceção das moedas, que não teve esta semelhança entre cima e baixo.

## Exposições
Entre 1953 a 1977, foram realizadas exposições individuais e coletivas quanto ao trabalho de Aloísio Magalhães no design gráfico.

### Exposições individuais
- 1953 – Departamento de Educação e Cultura (Recife)
- 1954 – Paisagens de Pernambuco de Aloísio Magalhães, no Museu de Arte Moderna (São Paulo)
- 1956 – Museu de Arte Moderna - São Paulo
- 1956 – Pan American Union (Washington, Estados Unidos)
- 1957 – Roland de Aenlle Gallery (Nova Iorque, Estados Unidos)
- 1958 – Aloísio Magalhães: pintura e arte gráfica, no Museu de Arte Moderna do Rio de Janeiro
- 1958 – Galeria Oxumarê (Salvador
- 1959 – The Print Club of Philadelphia (Filadélfia, Estados Unidos)
- 1959 – Roland de Aenlle Gallery (Nova Iorque, Estados Unidos)
- 1961 – Petite Galerie (Rio de Janeiro)
- 1966 – Exposição sobre o símbolo do 4º Centenário do Rio de Janeiro na Technische Hochschule da Universidade (Stuttgart, Alemanha)
- 1972 – Cartemas na Escola de Bela-Artes (Belo Horizonte)
- 1972 – Cartemas no Museu de Arte Moderna do Rio de Janeiro (Rio de Janeiro)
- 1972 – Cartemas no Museu do Açúcar (Recife)
- 1973 – Aloísio Magalhães: aquarelas e litografias, na Galeria Lotus (Recife)
- 1973 – Cartemas no Museu de Arte Moderna de São Paulo (São Paulo)
- 1974 – Aloísio Magalhães: litografias, aquarelas e cartemas, na Galeria da Praça (Rio de Janeiro)
- 1974 – no Ministério da Educação e Cultura (Rio de Janeiro)
- 1974 – Museu de Arte Moderna de São Paulo (São Paulo)
- 1977 – Cartemas no Fischback Gallery (Nova Iorque, Estados Unidos)

### Exposições coletivas
- 1953 – 2ª Bienal Internacional de São Paulo, no Museu de Arte Moderna de São Paulo (São Paulo)
- 1954 – Salão do Estado de Pernambuco (Recife)
- 1955 – 3ª Bienal Internacional de São Paulo, no Museu de Arte Moderna de São Paulo (São Paulo)
- 1955 – 4º Salão Nacional de Arte Moderna (Rio de Janeiro)
- 1956 – 50 Anos da Paisagem Brasileira, no Museu de Arte Moderna de São Paulo (São Paulo)
- 1958 – 5ª Bienal Internacional de Litografia Contemporânea em Cor, no Cincinnati Art Museum (Cincinnati, Estados Unidos)
- 1958 – Recent Acquisitions of the Collection, no MoMA (Nova York, Estados Unidos)
- 1959 – 5ª Bienal Internacional de São Paulo, no Museu de Arte Moderna de São Paulo (São Paulo)
- 1959 – Arte Moderna Brasileira na Europa (Munique, Alemanha)
- 1960 – 30ª Bienal de Veneza (Veneza, Itália)
- 1961 – 6ª Bienal Internacional de São Paulo, no Museu de Arte Moderna de São Paulo (São Paulo)
- 1971 – 1ª Bienal Americana de Artes Gráficas, no Museu de La Tertulia (Cali, Colômbia)
- 1972 – 29º Salão Paranaense, no Teatro Guaíra (Curitiba)
- 1972 – Arte/Brasil/Hoje: 50 anos depois, na Galeria da Collectio (São Paulo)
- 1974 – 6º Panorama de Arte Atual Brasileira, no Museu de Arte Moderna de São Paulo (São Paulo)
- 1976 – O Desenho Jovem dos Anos 40, na Pinacoteca do Estado (São Paulo)

## Prêmios
Aloísio Magalhães também foi premiado pelo seu destaque no design gráfico.
- 3 Medalhas de Ouro do Art Directors Club of Philadelphia.
- 1º Prêmio do concurso para o símbolo do IV Centenário do Rio de Janeiro.
- 1º Prêmio para a escolha do símbolo da Fundação Bienal de São Paulo.
- 1º Prêmio no concurso para adoção de nova linha de cédula do Meio Circulante Cruzeiro Novo.
- 1º Prêmio no concurso para adoção de novo símbolo para a Light.
- Menção honrosa como participante no concurso para projeto integrado arquitetura/design para o pavilhão brasileiro em Osaka, Japão.
- Seleção do livro Landseer, entre as dez melhores obras editadas no biênio 1971/72, na Bienal do Livro de Arte/Museu de Jerusalém.

## Morte e legado
Aloísio Magalhães faleceu em Pádua, na Itália, em 13 de junho de 1982, após sofrer derrame cerebral ao tomar posse na chefia da reunião dos Ministros da Cultura da América Latina.
Em 1982, ano de sua morte, foi homenageado com um museu em seu nome, anteriormente chamado Galeria Metropolitana de Arte do Recife, mudou a nomenclatura para Galeria Metropolitana de Arte Aloísio Magalhães. No entanto, foi alterado para Museu de Arte Moderna Aloisio Magalhães (MAMAM) em 1997.
Em 1998, o presidente Fernando Henrique Cardoso (FHC) edita o Decreto 7 508 para definir 5 de novembro como "Dia Nacional do Design", em homenagem ao dia em que Aloísio Magalhães nasceu e pelo mesmo ter sido o pioneiro design gráfico no Brasil.